# Yelovyané
Yalovyané (en macédonien Јеловјане ; en albanais Jellovjani) est un village du nord-ouest de la Macédoine du Nord, situé dans la municipalité de Bogovinyé. Le village comptait 599 habitants en 2002. Il est majoritairement turc.

## Démographie
Lors du recensement de 2002, le village comptait :
- Turcs : 539
- Albanais : 40
- Macédoniens : 5
- Bosniaques : 8
- Autres : 7